# Panic of Girls
Albums de Blondie
At The BBC
(2010) Essential
(2011)
Singles
1. Mother
Sortie : 23 mai 2011
2. What I Heard
Sortie : 5 août 2011

Panic of Girls est le neuvième album studio du groupe américain Blondie, sorti le 30 mai 2011 au Royaume-Uni et le 13 septembre 2011 aux États-Unis. 

## Histoire
Il a été enregistré d'octobre à décembre 2009 dans la ville de Woodstock, dans l'État de New York, en pleine campagne, à « l'antithèse de l'urbanité qui entoure Blondie » explique Clem Burke. Même les photos du livret de l'album ont été influencées par ce retour au naturel : les images montrent les membres du groupe posant avec des animaux de la ferme.
« Nous voulions que tout le processus soit aussi organique que possible. Nous essayons de rester loin de tout mixage parce que The Curse of Blondie en avait beaucoup. Alors, dans l'esprit de Woodstock, nous ne faisions qu'aller au studio et jouer » poursuit-il. Le groupe partira par ailleurs en tournée en Australie, en novembre et décembre prochain.
Clem Burke, le batteur du groupe, a déclaré que près de 35 chansons avaient été enregistrées pendant les sessions de l'album mais que seulement 14 seraient retenues pour l'album. Il a également dit que tous les membres du groupe avaient contribué à cet album et que la chanteuse Debbie Harry avait écrit la plupart des paroles.
Chris Stein a révélé que le groupe était tenté pour un album de 15-16 titres, avec 3 ou 4 reprises, une chanson en français et deux en espagnol, avec toutes les paroles en anglais écrites par Debbie Harry. Une rumeur dit que le groupe aurait enregistré une reprise de Michael Jackson Don't Stop 'Til You Get Enough, qui pourrait faire partie des quatre reprises sur l'album, le groupe a en effet beaucoup joué cette chanson en live lors de leur dernière tournée. 

## Liste des titres
| No  | Titre                    | Auteur                                                    | Durée |
| --- | ------------------------ | --------------------------------------------------------- | ----- |
| 1.  | D-Day                    | Deborah Harry , Barbara Jean Morrison, Charles W. Nieland | 3:37  |
| 2.  | What I Heard             | Matt Katz-Bohen, Laurel Katz-Bohen                        | 3:15  |
| 3.  | Mother                   | Harry, Kato Khandwala, Ben Phillips                       | 3:09  |
| 4.  | The End the End          | Harry, Khandwala / Phillips                               | 3:41  |
| 5.  | Girlie Girlie            | Anthony Davis, Lloyd Douglas, Steve Golding               | 3:25  |
| 6.  | Love Doesn't Frighten Me | M. Katz-Bohen, L. Katz-Bohen                              | 3:18  |
| 7.  | Words in My Mouth        | Harry, Morrison, Nieland                                  | 4:19  |
| 8.  | Sunday Smile             | Zach Condon                                               | 4:48  |
| 9.  | Wipe Off My Sweat        | Harry, Chris Stein, M. Katz-Bohen                         | 4:13  |
| 10. | Le Bleu                  | Stein, Gilles Riberolles                                  | 4:28  |
| 11. | China Shoes              | Harry, Stein                                              | 4:21  |

| 12. | Horizontal Twist | Harry, Stein, Morrison, Nieland | 2:28 |
| 13. | Mirame           | Grupo Pesadilla                 | 3:48 |

| 12. | Please Please Me | John Lennon, Paul McCartney | 2:00 |